# Variations on "America" (Schuman)
Variations on "America" is een compositie van William Schuman uit 1964. Het is echter een bewerking van een bewerking. Het origineel is My Country, 'Tis of Thee van Samuel Francis Smith, en dat is weer terug te voeren op God Save the Queen. In eerste instantie maakte Charles Ives daar een  bewerking van voor orgel, die hij zelf ook uitvoerde. Ives werkte jaren aan het stukje muziek, dat pas na zijn dood werd uitgegeven.
Op 15 december 1962 werd Ives' Variations on "America" gespeeld op het orgel van het Lincoln Center in New York, het concert was opgedragen aan de orgelbouwer Aeolian Skinner. In de zaal zaten minstens twee componisten, die het werk bijzonder interessant vonden. William Schuman was de ene, de andere was Henry Cowell. Schuman vertelde Cowell direct na de uitvoering dat het werk zich prima leende voor orkestratie; hij zou op zoek gaan naar degene die het werk onder zijn beheer had (Ives was toen al overleden). Het bleek Cowell te zijn.
De versie van Schuman kwam het eerst op de lessenaars van het New York Philharmonic onder leiding van André Kostelanetz te liggen; datum 20 mei 1964. Schuman probeerde zo dicht mogelijk bij de melodieën van Ives te blijven, dus ook hier zitten contrapunt en Spaanse ritmen in verwerkt. De muziek klinkt voor Schumans doen melodieus. Hij voegde hier en daar wel wat percussie in. Schuman vond zelf dat het werk de goedkeuring van Ives kon hebben als die nog geleefd had.
Het werk is geschreven in opdracht van het Broadcast Music Incorporated (BMI). Het is een van Schumans populairste werken; het werd bijvoorbeeld gedurende het seizoen 2010/2011 in de Verenigde Staten minstens 12 keer gespeeld.

## Orkestratie
- 3 dwarsfluiten waarvan 2 piccolo, 2 hobo's waarvan 1 althobo, 2 klarineten, 2 fagotten
- 4 hoorns, 3 trompetten, 3 trombones, 1 tuba
- pauken, man/vrouw percussie,
- violen, altviolen, celli, contrabassen

## Discografie
Er is een tiental opnamen van dit werk bekend.